# Partytura
Partytura (wł. partitura) – notacyjne zestawienie nad sobą wszystkich partii wokalnych i instrumentalnych utworu zespołowego w celu przejrzystego utrwalenia całości dzieła, ułatwienia orientacji kompozytorowi, dyrygentowi oraz słuchaczom śledzącym z partyturą wykonania danej kompozycji. Partytura eksponuje wertykalne związki między poszczególnymi partiami, zestawionymi nad sobą w pewnym określonym porządku. Poszczególne rodziny instrumentów łączone są ze sobą oddzielną linią: akoladą. W ramach poszczególnych grup najwyżej umieszcza się instrumenty o najwyższej wysokości skali, najniżej – o najniższej.
Pomysł graficznego zestawienia nad sobą partii narodził się wraz z powstaniem polifonii. W najstarszych zabytkach zawierających przykłady wielogłosowe (Musica Enchiriadis, IX w.) notowano je w ten właśnie sposób. Jednak ok. 1225 r. zarzucono system partyturowy w związku z rozwojem motetu i stosowano go nadal jedynie w notacji utworów instrumentalnych (głównie klawiszowych). Partie komponowanych utworów zespołowych notowano w oddzielnych księgach głosowych. Partyturowy zapis kompozycji wskrzeszono w końcu XVI w. w związku z rozwojem zespołowej muzyki instrumentalnej.
Partytura to podstawowy sposób zapisu muzyki zespołowej instrumentalnej, lub instrumentalno-wokalnej. W partyturze notowane są za pomocą pisma muzycznego partie wszystkich instrumentów i głosów potrzebnych do wykonania utworu, określenia dynamiczne, agogiczne oznaczenie metrum itp. Termin „partytura” odnosi się (inaczej niż np. angielskie określenie score) wyłącznie do zapisu utworów przeznaczonych na wiele instrumentów. O zanotowanym utworze na jeden instrument mówi się po prostu „nuty”. Partyturę więc ma przed sobą dyrygent, natomiast poszczególni muzycy mają do dyspozycji zapis swojej partii. 
Partytura zapisana jest w sposób umożliwiający objęcie wzrokiem w pionie partii wszystkich instrumentów, grających (lub pauzujących) jednocześnie. Pierwsze próby symultanicznego zapisywania głosów pochodzą z IX wieku (Musica enchiriadis), jednak zapis partyturowy upowszechnił się dopiero u schyłku wieku XVI. We współczesnych partyturach można spotkać także specjalne oznaczenia dla reżyserów dźwięku, dotyczące m.in. ustawień filtrów i głębokości pogłosu. Nuty przeznaczone do postawienia na pulpicie dla instrumentów orkiestrowych (tj. dla jednego lub dwóch takich samych instrumentów, korzystających z wspólnego pulpitu) lub w zespole kameralnym nazywa się głosem (orkiestrowym).

## Kolejność
W nawiasach okrągłych włoskie nazwy instrumentów, w nawiasach kwadratowych końcówka liczby mnogiej (np. Flauto[i] piccolo[i] l. poj. = Flauto piccolo, l. mn. = Flauti piccoli) oraz skrót partyturowy.
- instrumenty dęte (wł. Fiati)
  - drewniane (wł. Legni czyt. Leni)
    - flet piccolo (Flauto[i] piccolo[i], Fl. picc.)
    - flet(y) (Flauto[i] (grande[i]\traverso[i]), Fl.)
    - obój(e) (Oboe[i], Ob.)
    - rożek angielski (Corno[i] inglese[i], Cor. ing.)
    - klarnet piccolo (Clarinetto[i] piccolo[i], Cl. picc.)
    - klarnet(y) (Clarinetto[i], Cl.)
    - klarnet basowy (Clarinetto[i] basso[i], Cl. b.)
    - saksofon(y) (Sassofono[i], Sxf.)
      - sopranowy(-e) (Sassofono[i] soprano[i], Sxf. s.)
      - altowy(-e) (Sassofono[i] alto[i], Sxf. a.)
      - tenorowy(-e) (Sassofono[i] tenore[i], Sxf. t.)
      - barytonowy(-e) (Sassofono[i] baritono[i], Sxf. bar.)
      - basowy(-e) (Sassofono[i] basso[i], Sxf. b.)

    - fagot(y) (Fagotto[i], Fg.)
    - kontrafagot(y) (Controfagotto[i], Cfg.)

  - blaszane (wł. Ottoni)
    - rogi/waltornie (Corno[i], Cor.)
    - trąbka(-i) (Tromba[e], Tr.)
    - sakshorn(y) (Sassocorno[i], Sxcor.)
    - puzon(y) (Trombone[i], Tbn.)
    - tuba(-y) (Tuba[e], Tb.)
- instrumenty perkusyjne (wł. Batteria)
  - o określonej wysokości dźwięku
    - dzwonki (Campanelli, Cmp.)
    - dzwony rurowe (Campane tubolari, Cmp. tb.)
    - wibrafon(y) (Vibrafono[i], Vbr.)
    - ksylofon(y) (Silofono[i], Xlf.)
    - marimba(-y) (Marimbafono[i], Mrf.)
    - kotły (Timpani, Timp., l. poj. Timpano)

  - o nieokreślonej wysokości dźwięku
    - trójkąt(y) (Triangolo[i], Trng.)
    - talerze (Piatto[i], Pt.)
      - talerz(e) zawieszony(-e) (Piatto[i] sospeso[i], Ptto[i] sps.)
      - czynele/żele (Piatti a due, Ptti)

    - gong(i) (Gong, Gg)
    - bęben wielki (bębny wielkie) (Gran cassa[e], G. c.)
    - werbel(e) (Tamburo[i] militare[i], T. mil.)
- instrumenty klawiszowe i inne
  -     - czelesta(-y) (Celesta[e], Cel.)
    - fortepian(y) (Pianoforte[i], Pf.)
    - klawesyn(y) (Clavicembalo[i], Ccmb.)
    - organy (Organo, Org.)
    - harfa(-y) (Arpa[e], Ar.)
- głosy ludzkie
  - solowe
    - sopran(y) (Soprano[i], S.)
    - mezzosopran(y) (Mezzosoprano[i], Ms.)
    - alt(y) (Alto[i], A.)
    - tenor(y) (Tenore[i], T.)
    - baryton(y) (Baritono[i], Bar.)
    - bas(y) (Basso[i], B.)

  - chór(y) (Coro[i])
    - żeńskie
    - dziecięce
    - męskie
    - mieszane
- soliści – instrumentaliści
- instrumenty smyczkowe (wł. Archi czyt. Arki)
  -     - I skrzypce (Violino[i] I, Vn. I)
    - II skrzypce (Violino[i] II, Vn. II)
    - altówka(-i) (Viola[e], Vl.)
    - wiolonczela(-e) (Violoncello[i], Vc.)
    - kontrabas(y) (Contrabbasso[i], Cb.)

We wczesnych utworach można zobaczyć zapis połączonych głosów wiolonczeli i kontrabasu, którego nazwa to basy (Basso❮i❯, Bs.).
Gitara basowa notowana jest zawsze poniżej zestawu perkusyjnego. Czasem pięciolinię tych instrumentów można spotkać na dole partytury, poniżej smyczków, co jest nawiązaniem do dawnej praktyki basso continuo przy czym rolę grupy b.c. przejęła sekcja rytmiczna. W każdej grupie instrumenty notowane są od najwyższych (na górze), po najniższe (na dole). Grupy instrumentów łączone są akoladą i mają wspólne kreski taktowe.